# Gioia Osthoff
Gioia Osthoff (* 7. September 1990 in Rüßwihl, Baden-Württemberg) ist eine deutsche Schauspielerin und Synchronsprecherin. 2024 erhielt sie den Hersfeld-Preis für ihre Darstellung der Polly Peachum in „Die Dreigroschenoper“ bei den Bad Hersfelder Festspielen.

## Leben
Gioia Osthoff wurde als Tochter einer Galeristin und eines Psychotherapeuten in Deutschland geboren. Ihre Familie wanderte 1997 nach Ecuador aus, wo sie die Deutsche Schule Quito besuchte. Im Schulchor war sie bereits im Alter von neun Jahren als Solistin tätig und stand in mehreren Theaterproduktion auf der Bühne. Sehr früh entdeckte sie diese Leidenschaft und wollte einmal Sängerin und Schauspielerin werden.
Osthoffs Vater ist ein Sohn von Maria Hippius. Ein Ururgroßonkel Osthoffs ist Otto Winterer.

## Theater
Von 2017 bis 2020 war Gioia Osthoff festes Ensemblemitglied am Theater in der Josefstadt, wo sie als Birgit in Wolfgang Bauers „Magic Afternoon“, Anja in Tschechows „Der Kirschgarten“ oder als Flora in der Komödie „Monsieur Pierre geht online“ zu sehen war.
Im gerade neu gegründeten Bronski & Grünberg verkörperte sie 2018 die Schriftstellerin Josephine Weissnix in der Erfolgskomödie „Pension Schöller“.
Von 2020 bis 2022 ging Osthoff ans Theater Freiburg. Unter der Regie von Intendant Peter Carp spielte sie in „Am Ende Licht“ die Rolle der Ashe. Ihr Debüt feierte sie als Lisbeth in Das kalte Herz nach Wilhelm Hauff unter der Regie von Michael Schachermaier.
2024 erhielt Osthoff den Hersfeldpreis für ihre Darstellung der Polly Peachum in „Die Dreigroschenoper“ unter der Regie von Michael Schachermaier.

## Film
2020 wurde das Erfolgsstück „Der Kirschgarten“ mit Otto Schenk für den ORF aufgezeichnet und ausgestrahlt. Gioia Osthoff ist als Anja zu sehen.
Im Film „La Pasada“ verkörperte sie die junge Flora, deren erwachsener Gegenpart Erni Mangold ist.
In „Diplomatische Liebschaften“ spielte sie 2014 an der Seite von Verena Altenberger und Michael König die Dorothea von Sagan im Wiener Kongress.
Im Kurzfilm „Am Ende des Tages“, der beim INSTANT 36 Filmfestival den 2. Platz gewann, spielte sie die Hauptrolle, die Tochter. Für den Kurzfilm „Zerrissen“ arbeitete sie mit dem Musikproduzenten Paul Gallister zusammen und nahm mit ihm die Songs „Qué es la vida“ und „La vida es un regalo“ auf.

## Filmografie (Auswahl)
- 2013: La Pasada (METRO KINO)
- 2013: Am Ende des Tages (INSTANT 36)
- 2014: Diplomatische Liebschaften (ORF/ARTE)
- 2015: Hexe Lilli die Serie (Stimme)
- 2018: Hinter tausend Fäden keine Welt
- 2018: ÖBB Weihnachtsspot
- 2018: I’m your puppet
- 2019: Talk to me
- 2019: Peterchens Mondfahrt (Stimme)
- 2020: Der Kirschgarten (ORF Aufzeichnung)
- 2022: GALAXUS Ausritt mit Nachzahlung
- 2024: Aktenzeichen XY

## Synchronisation
Ihre ersten Erfahrungen als Synchronsprecherin machte Gioia Osthoff 2015 bei der Zeichentrickserie „Hexe Lilli“. Darauf folgte eine längere Pause wegen verschiedener Theaterengagements. Im Jahr 2023 steigt sie in München in die Synchronbranche ein und sprach noch in dem Jahr die Kinofilmhauptrolle Kalia gespielt von Evangelia Randou in dem preisgekrönten Film „Animal“ von Sofia Exarchou. In der französischen Erfolgsserie „Dark Hearts“ gab sie der Schauspielerin Nina Meurisse als Sabrina Besson ihre Stimme unter der Regie von Marina Köhler.

### Sprechrollen (Filme)
- Nicole Fortuin (als Naledi Gumede) in Das Herz des Jägers (2024)
- Génesis Estévez (als Blanca) in Beautiful Wedding (2024)
- als Polizistin in South Park: Joining the Panderverse (2023)
- als Kellnerin in South Park: Joining the Panderverse (2023)

### Sprechrollen (Serien)
- als Yoon Bo-min in The Frog (2024)
- Rutuja Pawar (als Nachrichtensprecherin) in Indian Police Force (2024)
- Eleanor Fanyinka (als Eryn Lafferty) in Constellation (2024–) in Episoden 1, 3 und 6 (Staffel 1)
- als Princess Kakyu/Sailor Kakyu in Sailor Moon Cosmos (2024)
- Nina Meurisse (als Sabrina Besson) in Dark Hearts (2023–)
- Megan West (als Cecilia Abbott (jung)) in Outer Range (2022–2024) in 5 Episoden
- Kana Ichinose (als Natsu) in The Eminence in Shadow (2022–2023) in Episode 01, 05–08 (Staffel 2)
- Jennifer Marshall (als Lynn Hegarty) in For All Mankind (2019–) in Staffel 4
- als das Eskimomädchen in Hexe Lilli (2004–2007) in Episode Lilli und das Eskimomädchen (Staffel 3)[3]